# Próza
A próza az irodalmi mű két formája közül az egyik, míg a másik a költészet. A kettőt az különbözteti meg egymástól, hogy a prózai mű nyelvezete megegyezik a hétköznapi beszéddel vagy igen közel áll ahhoz, mivel nem díszítik olyan szembetűnő stilisztikai eszközök, mint a költői alkotást.
Maga a szó a latin prosa-ból ered; ennek jelentése egyenesség – innen származik a gyakran pejoratívnak számító „prózai” kifejezés is, mely valaminek a hétköznapi, átlagos voltára utal.
Prózában általában tényeket írnak le, vagy az egyéni gondolatokat fejtik ki – mindezt kötetlen, szabad írás (beszéd) formájában. Ennek megfelelően számos médium alkalmazza is a prózai formát: újságok, magazinok, enciklopédiák, sugárzott média, filmek, levelek, adósjegyzetek, idézhető idézetek, krimiregények, történelmi, filozófiai, vagy épp biológiai írások és még számtalan további.
A próza általában nélkülözi a költészetben gyakran előforduló versmérték, vagy a rímek szabályos szerkezetét. Egyes prózai művekben ugyan nyomokban előfordulhatnak ritmikus szerkezetek vagy versesítés, de ha tudatosan összemossák ezt a két irodalmi formát, úgy azt már prózai versnek nevezzük. Hasonlóképp, a verses szerkezet hagyományos szabályaitól és korlátozásaitól elszakadó költészetet szabadversnek nevezzük.

## További információ
- Ottlik Géza: Próza (MEK)